# Unterhaching

Unterhaching er med godt 	22.000 indbyggere den næststørste kommune i Landkreis München (Oberbayern), i den tyske delstat Bayern, og ligger syd for den bayerske delstatshovedstad, byen München.
- Kirken St. Korbinian
- Vandtårn